# Ronneburg (Hesse)
Ronneburg é um município da Alemanha, situado no distrito de Main-Kinzig, no estado de Hesse. Tem 14,25 km² de área, e sua população em 2019 foi estimada em 3.434 habitantes.